# すずきりりか
すずき りりか（1991年12月23日 - ）は、日本のAV女優。

## 略歴・人物
2010年にデビューした巨乳AV女優である。

## 出演作品

### アダルトDVD
2010年
- 私でおかずになりますか? 1（6月11日、フルセイル）
- 素人娘、お貸しします。 VOL.30（6月22日、プレステージ）
- 前○敦○激似! N県N市で見つけた美人水泳インストラクターをプールでAVデビューさせちゃいます!!（8月5日、ROCKET）
- 東京中出し女子校生 29（8月20日、S級素人）
- バチコミ。 02（8月24日、プレステージ）
- 憧れの教育実習生 3 （8月27日、メディアステーション）
- スク水H 16 ぷるんぷるんFカップ&ウエスト55cm!（9月10日、クリスタル映像）
- 中出しニーソックス女子校生（9月24日、TMA）
- 働く女の黒ストッキング足コキ（10月1日、Fetishist）
- 図書館で声も出せず糸引くほど愛液が溢れ出す敏感娘 5 SP（10月7日、ナチュラルハイ）
- 前○敦○激似! 美人水泳インストラクターすずきりりか PART.2 ナニがあってもカメラ目線! 激似史上もっとも過激な ぶっかけ×中出し×イカセスペシャル（10月7日、ROCKET）
- 中出し20連発 女子校生 No.217（10月7日、アイエナジー）
- 女のカラダは獲物射止めるヤワい色香で選ぶ。（10月13日、E-BODY）
- 恋愛を禁止されているアイドル女子高生たちは欲求不満。 だからエステサロンで敏感なところをエステティシャンのお姉さんに刺激されたら、即発情レズモード!（10月21日、Hunter）
- ノ〜パン家政婦 すずきりりかがあなたのお部屋を掃除します。（11月5日、GLAY'z）
- 生中出し 新入女子社員 12（11月12日、メディアステーション）
- 格闘娘しか見たくない! 4時間（11月12日、TMA）
- 大人の社会科見学 生保レディはどうやって仕事をとっているのかな?（11月26日、S級素人）

2011年
- 美3周年記念作品 PERFECT STYLE痴女集団4時間SPECIAL（12月25日、美）

2012年
- kira☆kira 5周年特別企画 BLACK GAL SPECIAL-黒ギャル美巨乳大乱交6時間スペシャル-（1月19日、kira☆kira）
- 濡れた髪を初めて見せてくれた君 #06（1月27日、ワンダフル）
- DOUBLE VOICE #005（2月24日、ワンダフル）
- 天然エロスのGカップ美女!!（2月25日、NEXT GROUP）
- MOODYZファン感謝祭 バコバコバスツアー2012 小悪魔痴女たちの誘惑大乱交SP（3月13日、ムーディーズ）
- 月刊口内射精 第三号（3月16日、SEX Agent）
- 背中の広い女に競泳水着を着せてバックの時に肩を掴む悦び（3月23日、バルタン）
- BLACK judgment DAY 残酷制裁ファイル 4（4月7日、BabyEntertainment）
- 巨乳人妻温泉 イヤシの宿7（4月13日、LEO）
- 巨乳女狩り 生中出し 3（4月20日、クリスタル映像）
- くびれボインの中出し乱交（5月1日、ズッコン/バッコン）
- 美しく激しく交じり合う 〜絶頂ボディレズビアン〜（6月1日、U＆K）
- ROCKET 4周年記念作品ロケットおっぱい20人!マイクロビキニでドキッ!巨乳だらけの水泳大会2012（6月7日、ROCKET）
- 「きつつきフェラ No.3」（6月15日、SEX Agent）
- 団地妻 夫は知らない昼下がりの中出し（6月25日、ビッグモーカル）
- （裏）手コキクリニック 〜完全版〜 性交クリニック妄想拡大スペシャル 2（7月5日、SODクリエイト）
- ちんちん手マン もう入れてと懇願しヨガり狂う女た（7月20日、SEX Agent）
- 中出し人妻不倫旅行 25（7月25日、ビッグモーカル）
- ぬるヌレレズビアン 水もしたたるイイ女たち（8月1日、U&K）
- 欲求不満セレブ専用 性感レズエステ（8月10日、クリスタル映像）
- 官能スペシャリスト 恐怖の操り性殖器 〜ザ・シビアン〜 完全撮り下ろし!10人の強制狂乱跨がり人形（8月13日、BabyEntertainment）
- 巨乳OL凌辱 強制中出し 某大手化粧品メーカー美容部員 Gカップ（9月19日、姦乱者）
- 生ハメ!!ザーメン中出しができる!!メンズエステ店 完全真正ザーメン中出し（9月25日、ハヤブサ）
- 手こき発射SP マッサージ＆ディープキッスたっぷり20人×20発（11月25日、ハヤブサ）

2013年
- ぜーんぶ生ハメ 真正中出し 2（2月25日、ハヤブサ）